# Justizamt Netra
Das Justizamt Netra war von 1822 bis 1866 ein Justizamt, also ein Gericht erster Instanz im Kurfürstentum Hessen mit Sitz in Netra.

## Geschichte
Der Sprengel des späteren Justizamtes Netra verteilte sich im HRR die Ämter Bischhausen und Sontra der Landgrafschaft Hessen-Kassel. Diese waren gleichzeitig Verwaltungsbehörde und Eingangsgericht. Zwischen 1806 und 1813 war Netra Teil des Königreichs Westphalen. Die Verwaltungsaufgaben übernahm hier der Kanton Netra, Eingangsgericht war das Friedensgericht Netra. Nach der Neubildung Kurhessens wurde die alte Ämter wieder gebildet.
Mit Edikt vom 29. Juni 1821 wurden im Kurfürstentum Hessen Verwaltung und Justiz voneinander getrennt. Die staatliche Verwaltung wurde auf unterer Ebene auf Kreise übertragen, für die Rechtsprechung eine dreistufige, landeseinheitlich Gerichtsorganisation geschaffen, die allerdings in begrenzten Gebietsteilen des Kurfürstentums noch bis in die Mitte des 19. Jahrhunderts von standesherrlicher und Patrimonialgerichtsbarkeit durchbrochen war.
Netra wurde in Bezug auf die Verwaltung Teil des Landkreises Eschwege, die Gerichtsfunktionen übernahm das Justizamt Netra. Es war dem Obergericht für die Provinz Niederhessen nachgeordnet.
Am 1. Januar 1837 umfasste der Gerichtsbezirk folgende Gemeinden: Netra, Archfeld, Breitzbach, Datterode, Grandenborn, Herleshausen, Holzhausen, Lüderbach, Markershausen, Nesselröden, Renda, Rittmannshausen, Röhrda, Unhausen, Willershausen und Wommen.
Mit der Annexion Kurhessens durch Preußen 1866 wurden in der neuen Provinz Hessen-Nassau Amtsgerichte eingerichtet. Das Justizamt Netra wurde entsprechend in das Amtsgericht Netra umgewandelt.